# 학사루
함양 학사루(咸陽 學士樓)는 대한민국 경상남도 함양군 함양읍 운림리에 있는 누각이다. 1974년 2월 16일 경상남도의 유형문화재 제90호로 지정되었다.
신라 시대에 지은 것으로 추정하고, 원래 관아 부속 건물로 객사, 동쪽에는 제운루, 서쪽에는 청상루, 남쪽에는 망악루가 있었다고 전한다. 조선 숙종 18년에 다시 지었고, 1979년에 현 위치로 옮겼다. 학사루는 지방 관리가 주로 이용하였고, 신라 최치원이 함양태수로 있을 때, 조선 김종직이 함양군수로 있을 때의 이야기가 있다. 함양 학사루 느티나무는 천연기념물로 지정되어 보호되고 있다.

## 개요
언제 지어졌는지 정확히 알 수는 없지만, 최치원이 함양태수로 있을 때 이 누각에 자주 올랐다 하여 학사루라 불리었고 통일신라시대에 지은 것으로 추정된다. 원래는 관아에 딸린 건물로 옆에 객사가 있었고, 동쪽에는 제운루, 서쪽에는 청상루, 남쪽에는 망악루가 있었다고 전한다.
지방관리가 피로한 마음을 풀기 위하여 이곳에 올라 시를 짓고 글을 쓰며 몸과 마음을 달래던 곳으로 알려져 있다. 조선 숙종 18년(1692)에 다시 지었다고 전하며, 1979년에 지금의 위치인 함양군청 정문 앞에 옮겨 지었다.
김종직이 이곳 군수로 있을 때 학사루에 걸린 유자광의 시를 내리도록 한 것이 원인이 되어 무오사화(1498)가 일어났다고 한다.
앞면 5칸·옆면 2칸의 2층 누각으로, 지붕 옆 모습이 여덟 팔(八)자 모양의 화려한 팔작지붕집이다.

## 사진

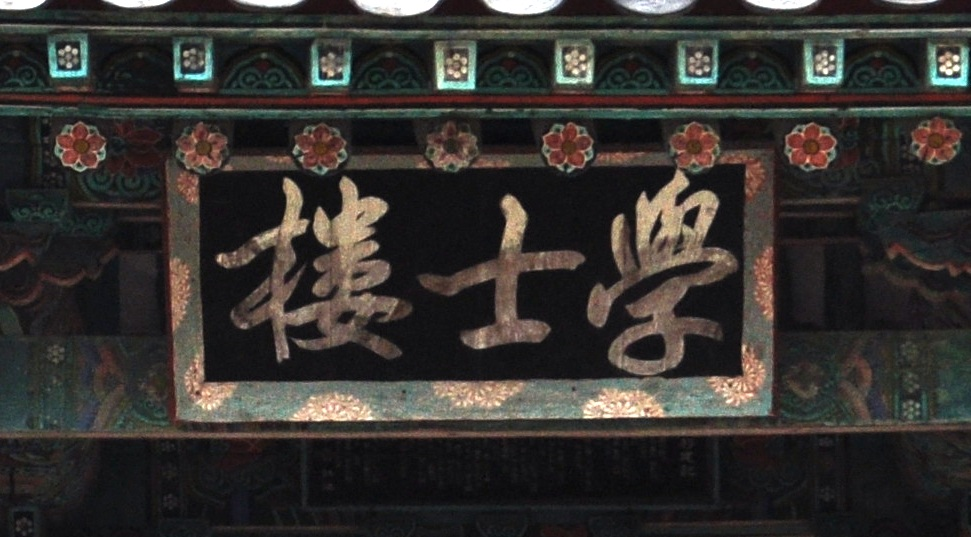
현판

## 같이 보기
- 함양 학사루 느티나무 (천연기념물 제407호)
- 무오사화

## 참고 자료
- 학사루 - 국가유산청 국가유산포털